# Donna Barr
Pour les articles homonymes, voir Barr.
 (décembre 2018).
Si vous disposez d'ouvrages ou d'articles de référence ou si vous connaissez des sites web de qualité traitant du thème abordé ici, merci de compléter l'article en donnant les références utiles à sa vérifiabilité et en les liant à la section « Notes et références ».
 (décembre 2018).
Donna Barr est une dessinatrice de comics américaine, née en 1952 à Everett, Washington

## Biographie
En 2002, elle reçoit un prix de la fondation Xeric pour l'aider à s'auto-éditer.

## Œuvre
Donna est une des auteures les plus prolifiques au sein de la communauté d'auteurs de comic books indépendants aux États-Unis. Ses œuvres les plus connues sont : Desert Peach, qui deviendra son personnage et sa série principale ; Stinz ; Hader and the colonel ; Bosom Ennemies

## Thèmes abordés
Durant toute sa vie, Donna Barr a eu une passion pour la culture allemande. Cette passion se reflète dans chacune de ses séries, sans presque aucune exception. Ses personnages sont souvent des créatures fantastiques comme des centaures (Stzinz) ou d'autres hybrides hommes/chevaux comme dans Bosom Ennemies. Au-delà du concept d'aventures dans le cadre d'une imagerie germanique, les Comic Books de Donna Barr sont avant tout des fables, entamant toute une variété de thèmes socio-culturels relatifs à notre réalité ou du moins notre histoire.

## Séries
- Desert Peach Colonel Pfirsich Marie Rommel, appelé "La pêche du désert" est le frère (fictif) homosexuel du célèbre "renard du désert - Erwin Rommel. Pendant la Seconde Guerre mondiale il est stationné avec un bataillon de l'Afrika Korps quelque part dans le nord de l'Afrique. Grand pacifiste, Pfirsich Rommel essaye de rester à l'écart des hostilités et même de s'arranger avec l'ennemi britannique. Son grand amour, le pilote de combat Rosen Kavalier a un caractère très différent, d'où les intrigues qui s'ensuivent.

- Stinz est un centaure vivant dans les alpes de Bavière À part son apparence physique, il ne diffère guère des humains de la région ; il est catholique, entêté, bon paysan. Un jour, Stinz est engagé dans l'armée et se retrouve à la guerre. La série trace la vie de Stinz de son enfance à la vieillesse.

- Hader and the Colonel Hader, un petit lapin est capturé par une sorcière qui lui jette un sort : il devient en partie humain. Pour devenir un homme à part entière, Hader doit aller récolter divers objets magiques. Une tâche quasiment impossible pour un petit être sans défense comme Hader. Mais il trouve de l'aide en la personne du "colonel", une grande harpie vorace.

Ce synopsis suggère qu'il s'agit d'un livre pour enfant. Il faut cependant retenir qu'il comporte des scènes de violence considérable, ce qui rend la série inapte pour les petits lecteurs.
- Bosom Ennenies Un soldat allemand capture un soldat américain lors de la Seconde Guerre mondiale. Les deux sont par la suite capturés par une créature, un humain miniature à tête de cheval, un "Tudan". Le Tudan emmène les héros dans son monde ; là les deux soldats sont transformés en montures : leurs hanches, cuisses et jambes se transforment en arrière-train de cheval. À partir de là, ils doivent vivre une vie de cheval.

## Éditeurs
La série Desert Peach avait été publiée d'abord chez Thoughts and images et ensuite chez Aeon Press. Stinz fut édité chez Fantagraphics et Eclipse Books. Actuellement, Donna Barr publie uniquement à compte d'auteur, sous son label A fine line Press. L'éditeur en ligne Modern Tales publie des œuvres sur le web.

## Prix
- 1996 : Prix Inkpot
- 2002 : Prix de la fondation Xeric
- 2005 : Temple de la renommée des auteures de bande dessinée

## Critiques
La série Desert Peach est surtout cible de critiques : on reproche à Donna Barr de ne pas assez dénoncer le nazisme ou même de banaliser celui-ci. Le fait qu'un des personnages entourant Pfirsich Rommel (Kjars) est un membre assidu du parti Nazi, sans pour autant être un personnage clairement mauvais, peut ajouter à l'impression ambiguë que certains lecteurs ont de la série. Kjars est bel est bien présenté comme un bouffon, un idiot qui ne réfléchit pas de midi à 14 heures, mais il n'est pas vraiment détestable.
Notons cependant qu'à part une seule exception, aucun personnage dans l'univers de Donna Barr n'est entièrement bon ou entièrement mauvais. Cette exception étant un pédophile meurtrier dans le Tome 21 "The good Uncle".
Le concept de Donna Barr pour ses personnages est de peindre la nature humaine dans tous ses aspects. Il n'est pas conseillé de lire ses œuvres à un niveau superficiel. Les tomes 13 et 30 abordent directement l'horreur des camps d'extermination.

## Activités politiques
Donna Barr milite avec passion pour de nombreuses causes. Sur le plan politique elle s'engage vivement contre la politique de George W. Bush et pour les droits des homosexuels, des femmes et de l'environnement. Elle a par ailleurs critiqué les positions des Églises chrétiennes, notamment des évangélistes américains.